# کینگستون (آیداهو)
کینگستون (به انگلیسی: Kingston) یک منطقهٔ مسکونی در ایالات متحده آمریکا است که در شهرستان شوشونی، آیداهو واقع شده‌است. کینگستون ۶۶۱٫۱۲ متر بالاتر از سطح دریا واقع شده‌است.